# 明水県
明水県（めいすい-けん）は中華人民共和国黒竜江省綏化市に位置する県。県人民政府駐地は明水鎮。国家級貧困県に指定されている。

## 歴史
1923年（民国12年）に設置された明水設治局を前身とする。1929年（民国18年）に明水県と改編された。

## 行政区画
4街道、6鎮、6郷を管轄：
- 街道：明陽街道、明源街道、明新街道、明泉街道
- 鎮：明水鎮、興仁鎮、永興鎮、崇徳鎮、通達鎮、双興鎮
- 郷：永久郷、樹人郷、光栄郷、繁栄郷、通泉郷、育林郷

## 交通

### 道路
- 国道
  -  G202国道
  -  G203国道（中国語版）

## 健康・医療・衛生
- 明水県人民医院